# Далма Бенедек
Далма Бенедек – Ружичић (мађ. Benedek Dalma; Будимпешта, 21. фебруар 1982) репрезентативка је Србије у кајаку мађарског порекла.
Бенедек је на светским првенствима освојила укупно 12 медаља, од чега 7 златних, 3 сребрне и две бронзане. Након удаје за српског држављанина, као и да у Мађарској по трећи пут у низу није успела да се пласира на олимпијске игре, Далма Бенедек одлучила је да наступа за Србију. Прве медаље под заставом Србије је освојила на Европском првенству 2013. године у дисциплинама K-1 на 500 и 1000 м, дошавши до оба злата.